# Patrick Lipton Robinson
Patrick Robinson (29 januari 1944) is een Jamaicaans jurist en diplomaat. Hij was enkele decennia advocaat van de kroon en vertegenwoordigde zijn land daarnaast in het buitenland tijdens een groot aantal vergaderingen en symposia. In 2015 werd hij benoemd tot rechter bij het Internationaal Gerechtshof. Daarvoor was hij van 1998 tot 2015 rechter bij het Joegoslavië-tribunaal, waarvan hij tussen 2008 en 2011 president was.

## Levensloop
Robinson behaalde in 1964 zijn bachelorgraad in Londen en behaalde de graad Bachelor with Honour in 1968. Hetzelfde jaar werd hij benoemd tot advocaat van de kroon in Jamaica. Deze functie oefende hij tot 1998 uit voor verschillende overheidsorganen van het land. Daarnaast was hij van 1972 tot 1973 adviseur voor het Ministerie van Buitenlandse Zaken en vertegenwoordigde hij zijn land van 1972 tot 1998 bij commissievergaderingen van de Verenigde Naties. Tussen 1981 en 1998 leidde hij verschillende Jamaicaanse delegaties bij de uitwerking van internationale juridische verdragen.
Van 1988 tot 1995 was hij lid en vanaf 1991 voorzitter van de Inter-Amerikaanse Commissie voor Mensenrechten. Verder was hij van 1991 tot 1996 lid van de Commissie voor Internationaal Recht van de VN en in 1995 en 1996 buitenlands lid van de Haïtiaanse Waarheids- en Rechtvaardigheidscommissie. Sinds 1996 is hij lid van de internationale commissie voor bio-ethiek van de UNESCO. In het jaar 1997 was hij verder ambassadeur voor zijn land tijdens de algemene jaarvergadering en de derde zeerechtenconferentie van de VN. Hetzelfde jaar zat hij verder de twaalfde zitting van de UNCTAD voor.
Sinds 1998 is hij rechter en van 2008 tot 2011 president van het Joegoslavië-tribunaal in Den Haag. In december 2011 werd hij gekozen tot rechter van het Internationale Residumechanisme voor Straftribunalen dat sinds juli 2012 dient als opvolger van het Joegoslavië- en Rwanda-tribunaal.
Robinson werd in 2009 opgenomen in de Orde van Jamaica en is sinds 2011 erelid van de American Society of International Law.